# Sérent
Sérent é uma comuna francesa na região administrativa da Bretanha, no departamento Morbihan. Estende-se por uma área de 59,69 km². Em 2010 a comuna tinha 3 086 habitantes (densidade: 51,7 hab./km²).